# Каражал (Улькен-Наринський район)
Каража́л (каз. Қаражал) — село у складі Улькен-Наринського району Східноказахстанської області Казахстану. Входить до складу Новополяковського сільського округу.
Населення — 23 особи (2021; 145 у 2009, 275 у 1999, 277 у 1989).
Національний склад станом на 1989 рік:
- казахи — 53 %
- росіяни — 43 %

До 2013 року село називалось Огньово.